# Ринуччини, Аламанно
Алама́нно Ринуччи́ни (итал. Alamanno Rinuccini; 1426—1499) — итальянский гуманист второй половины XV века, выходец из состоятельной купеческой семьи. Учился во Флорентийском университете. Посвятил себя государственной службе, ставшей основным источником его доходов. Карьера Ринуччини во многом зависела от взаимоотношений с домом Медичи, которые фактически управляли Флоренцией. Занимал ряд высших должностей, в 1471 году стал гонфалоньером справедливости. Конфликт с Лоренцо Медичи в 1475 году привёл к его отставке.
Политические взгляды Ринуччини нашли отражение в «Диалоге о свободе» — главном произведении его жизни, написанном после неудавшегося заговора против Медичи в 1479 году, и в «Исторических записках» — хронике, начатой его отцом Филиппо и с 1460 года продолженной Ринуччини, а позже — его братом Нери.
Наследие Ринуччини включает многие письма и речи, особенно известна «Речь на похоронах Маттео Пальмиери» (1475). В его мировоззрении наблюдается тесная взаимосвязь социально-политических и этических идей. Ринуччини выступал за активную гражданскую жизнь, служение общему благу, патриотизм, связывал осуществление этих гражданских принципов с наличием политической свободы, равенства граждан, справедливости, пополанской демократии. В отличие от ранних представителей гражданского гуманизма Ринуччини связывал этический идеал не только с политической и гражданской активностью, но и с научными занятиями.